# 비상 노심 냉각 장치

비상 노심 냉각 장치(非常爐心冷却裝置, 영어: Emergency Core Cooling System, ECCS)는 원자력 발전소가 냉각재 상실사고(LOCA) 등의 이유로 노심을 냉각시킬 수 없는 상황이 발생할 경우, 대량의 냉각재를 노심에 공급해주어 연료봉의 열을 식히고 노심을 안전하게 정지시키는 장치를 의미한다. 연쇄 반응을 조절하기 위한 SCRAM(원자로 긴급 정지)후에 사용되기도 하며, 일반적으로 ECCS가 가동되면 원자로는 가동을 중단하게 된다.

## 구조
각각의 발전소에는 여러 개의 독립적인 ECCS가 있으며, 하나라도 작동할 경우 노심 운전이 멈추게 된다. 상황 발생 이후 발전기가 관성으로 돌아갈 동안에는 발전소 내부 전력으로 돌아가며, 발전기의 흐름이 멈추게 되면 발전소의 비상 디젤 발전기가 작동하게 된다.
ECCS는 원자로마다 다를 수 있는데, 비등수형 경수로에는 고압 노심 살수계통, 저압 노심 살수계통, 저압 주수계통 및 자동 감압계통이, 가압수형 경수로에는 고압 주입계통, 축압 주입계통 및 저압 주입계통이 설치되어 있다.

### 고압 냉각재 주입 계통 (HPCI)
원자로를 지키기 위한 첫 번째 방법으로 사용되며, 펌프를 이용하여 높은 수압으로 원자로에 냉각재를 공급하는 시스템으로 압력용기의 냉각재 양을 주시하면서 냉각재 양이 지정한 양보다 적을시 자동적으로 냉각재를 투입한다. 이 방법을 사용하게 될 때는 원자로 용기는 여전히 고압상태에 놓여있다.

### 자동 감압 시스템 (ADS)
여러 밸브로 구성되어 있으며, 사고 발생시 원자로의 압력을 낮춤과 동시에 저압 공급 계통과 연관되어 있다. 감압 시스템은 자동으로 돌아가지만, 몇몇 감압 시스템은 필요시에 수동혹은 운전원에 의해서 끌 수 있다.

### 저압 냉각재 주입 계통 (LPCI)
일반적으로 이 계통은 독자적으로 작동하지 않는 시스템으로, 원자로에 저압의 냉각수를 공급한다. 몇몇 원자력 발전소의 경우엔 잔열 제거 계통으로 운영한다.

### 노심 살수 시스템
원자로 압력 용기 위에 자리하고 있는 시스템으로, 직접 연료봉에 살수한다. 여기서 생긴 증기로 인해 냉각은 되지만, 살수된 물이 직접 연료봉에 닿기 때문에 연료봉 피복이 벗겨질 가능성도 있다. 몇몇 원자로는 고압과 저압 살수 계통 두 가지를 가지고 있다.

### 격납용기 살수 시스템
물이 증기로 변하면서 생기는 냉각으로 인한 1차 계통의 과압력을 방지하는 시스템으로 1차 계통 격납시설에 살수된다. 펌프와 살수기로 구성되어 있다.

### 분리 냉각 시스템
증기 터빈을 이용하여 원자로에 냉각수를 공급함과 동시에 발전소의 정전을 막기 위한 시스템이다. 원자로 건물이 제어실과 터빈실로부터 분리되어 있어야 된다. 이 시스템은 전력이 필요하기 때문에, 가동시킬 여분의 전력이 없다면 발전소의 축전지나 디젤 발전기를 사용해 가동시킨다.